# Ciemnoszyje
Ciemnoszyje – wieś w Polsce położona w województwie podlaskim, w powiecie grajewskim, w gminie Grajewo.
Ciemnoszyje leżą na Mazowszu, w ziemi wiskiej. W latach 1975–1998 miejscowość administracyjnie należała do województwa łomżyńskiego.
Przez miejscowość przebiega droga krajowa nr 65.
W lipcu i sierpniu 1944 wojska niemieckie wysiedliły mieszkańców wsi. Część wysłali na roboty przymusowe. Budynki zostały rozebrane a materiał z nich uzyskany wykorzystany do budowy umocnień. W czasie wysiedlania Niemcy zamordowali kilka rodzin (część ofiar została zidentyfikowana).